# Angu
Angu, także Kukukuku – lud papuaski żyjący w Papui-Nowej Gwinei, zamieszkujący obszary górskie w prowincji Morobe. Nazwa Kukukuku została im nadana przez sąsiadów i ma charakter pejoratywny. Cechują się niskim wzrostem. Dawniej byli znani z brutalnych napadów na wioski innych ludów.